# Skaut (czasopismo)
Skaut – pierwsze polskie czasopismo o tematyce skautowej (harcerskiej), założone w październiku 1911 i wydawane przez grupę polskich instruktorów skautowych we Lwowie w pierwszych latach pod kierownictwem Andrzeja Małkowskiego.

## Lwów, 1911–1939
Pierwszy numer „Skauta” ukazał się 15 października 1911, miał 16 stron i kosztował 20 halerzy. Pismo było wydawane do 1939 z przerwami w latach 1915 i 1921–1922. Ukazywało się z dodatkami: „Leśny Duszek” (1934–1937) oraz „Zuch” (od 1937).
Redaktorem naczelnym czasopisma był m.in. Kazimierz Wyrzykowski.
Do „Skauta” pisywał m.in. Ignacy Kozielewski. We wrześniu 1912, w 23. numerze pisma został opublikowany jego dziewięciozwrotkowy wiersz Marsz skautów, który po drobnych modyfikacjach i uzupełnieniu o refren stał się hymnem harcerskim.

## Wschód, 1942–1946
W trakcie II wojny światowej czasopismo „Skaut”, jako czasopismo Związku Harcerstwa Polskiego na Wschodzie (Irak-Iran-Afryka-Indie-Palestyna), gdzie przebywała wówczas Armia Polska-

## Kraków, 1989–2009
„Skaut” został wznowiony w 1989 w Krakowie, z podtytułem Czasopismo polskiej młodzieży harcerskiej i drugim: założony przez Andrzeja Małkowskiego w roku 1911, wychodził we Lwowie do roku 1939, wznowiony w Krakowie od roku 1989. Był wydawany przez Małopolską Chorągiew Harcerzy Związku Harcerstwa Rzeczypospolitej. Redaktorem naczelnym był m.in. Bolesław Leonhard. Kilka tomów z 2008 jest dostępnych w internecie.

## Tarnów, 2005–2008
Pismo „Skaut” z podtytułem harcerskie pismo w Internecie, a następnie harcerskie pismo historyczne, ukazuje się od 2005 w Tarnowie, obecnie jako kwartalnik. Redaktorem naczelnym jest Marek Popiel, w skład redakcji wchodzą także: Lesław Dall, Janusz Krężel, Wiesław Kukla, Marian Miszczuk i Marek Karpiński.